# Тарасенко Микола Іванович
Микола Іванович Тарасенко (нар. 1947, с. Зелений Гай, Антрацитівський район, Луганська область) — український археолог, діяч проросійських збройних угруповань на Луганщині під час війни на сході України. Відомий археологічними розкопками на Луганщині та в Латинський Америці, а також заснуванням релігійного осередку та відлюдним способом життя.

## Біографія
Микола Тарасенко народився в родині комуністичного партійного діяча. Навчався у семирічній школі. Надалі 2 роки вчився в Краснодонського училища механізації сільського господарства. Працював трактористом у Казахстані. У 1966-1968 роках був призваний до Радянської армії, служив у повітряно-десантних військах. Отримавши травму хребта, на певний час втратив працездатність, але відновився за допомогою фізичних вправ. У 1974 році поступив на історичний факультет Ворошиловградського педагогічного інституту, який закінчив 1979 року.

### Наукова діяльність
Як археолог займався вивченням епохи кам'яної та бронзової доби, доколумбових культур Центральної Америки. 
З 1974 вів археологічні розкопки поблизу хутора Рогалик, де знаходиться серія пам'яток пізнього палеоліту в рамках арехологічної експедиції Ворошиловградського педінституту. У 1977 році, ще навчаючись в університеті, Тарасенко вперше виявив низку «розщеплених кварцитів», палеолітичних знарядь неподалік села Олександрівка, в долині річки Деркул. Пізніше разом з Костянтином Красильниковим відкрив ще два археологічні пункти поблизу сіл Розквіт і Верхньобогданівка. Продовжуючи дослідження стоянок Рогалика, відкрив ще декілька важливих пам'яток. У 1978 році Тарасенко знайшов вигравійоване на шматку сланця зображення жінки на локації Рогалик XI.
У  1977 році учні школи села Ями виявили стоянку первісної людини. Того ж року її дослідили Тарасенко та Красильников, описавши пізньопалеолітичну стоянку «Ями».
У 1982 році досліджував палеолітичне поселення в департаменті Нуева-Сеговія в Нікарагуа під час громадянської війни.
Проводив розкопки в Херсонесі, Вірменії, Ізраїлі, Камбоджі, Аргентині. Виявив давній храм Сонця на горі Уріторко в Аргентині.

### Релігійна діяльність
З 1991 року жив відлюдником у власній землянці на горі поблизу села Кам'янка в Лутугинському району Луганської області, де за його ініціативою було розпочато спорудження храму. Спочатку будував «храм усіх релігій», поблизу встановлено католицьку каплицю, буддійську ступу, храм вогнепоклонників.. Через це протоїрей Олександр Авдюгін з міста Ровеньки назвав його язичником. Надалі змінив свої наміри та оголосив церкву, що будується Храмом усіх святих, крім того заклав фундамент для церкви Донської богоматері та храм Михайла Архистратига.

### Діяльність в ОРЛО
З початку заворушень 2014 року приєднався до сепаратистського руху «Луганської народної республіки». Брав участь у штурмі будівлі СБУ Луганська 6 квітня 2014 р. В інтерв'ю стверджував, нібито власноруч «збив три українські літаки».
Був призначений проросійськими силами на посаду отамана Паліївського хутора, заступника Отамана Війська Донського Миколи Козіцина у релігійних справах в Україні та начальника служби безпеки Козачої Національної Гвардії в Україні. З 2015 також очолює Палієвську народну дружину при «МВС ЛНР», голова Ради старійшин Війська Донського.
Після початку російсько-української війни припинив будівництво храму. В очах терористів «ЛНР» є філософом і пророком. Пророкує перетворення війни на третю світову.

## Родина
Був одружений з Венерою Тарквеладзе, племінницею Едуарда Шеварнадзе. Невдовзі подружжя розійшлося.
У 1990-х одружився вдруге з Наталією. Мають двох дітей.

## Наукові праці
- Красильников К.И., Тарасенко Н.И. Отчет о спасательных работах новой позднепалеолитической стоянки у с. Рогалик. Луганск, 1975 // НА ИА НАН Украины. 1975/45.
- Тарасенко Н.И., Красильников К.И. Новое палеолитическое местонахождение в Ворошиловградской области // АО 1977 года. М., 1978. С. 389.
- Телегин Д.Я., Тарасенко Н.И. Мезолитическая стоянка у хутора Рогалик (Ворошиловградская область) // Изыскания по мезолиту и неолиту СССР. Л., 1983. С. 35-39.
- Горелик А.Ф., Выборный В.Ю., Манько В.А., Тарасенко Н.И. Работы Рогаликского палеолитического отряда в 1989 году // Проблемы исследования памятников археологии Северского Донца. Луганск, 1990. С. 40-41
- Горелик А.Ф., Тарасенко Н.И. Женское изображение на ретушере из палеолитического местонахождения Рогалик VIIIa на Северском Донце // Древние культуры Подонцовья. Вып. 1. Луганск, 1993. С. 28-34.